# Kobielatkowate

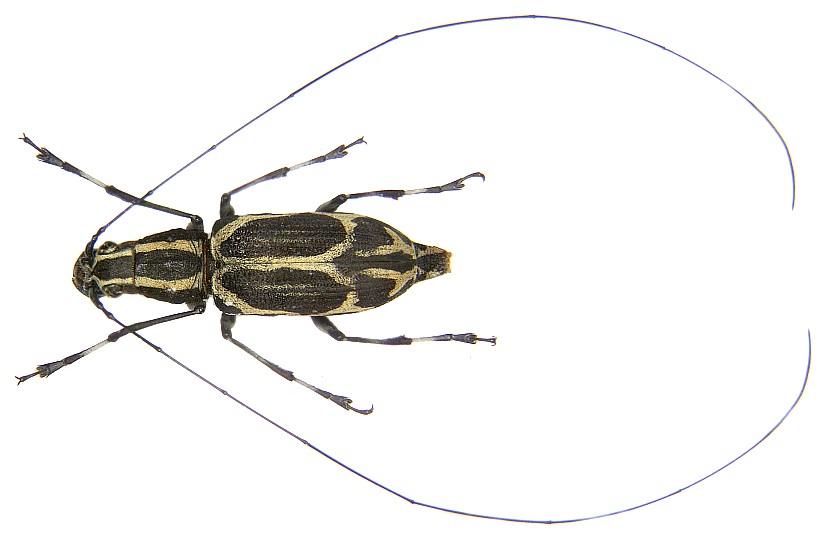
Apolecta externa

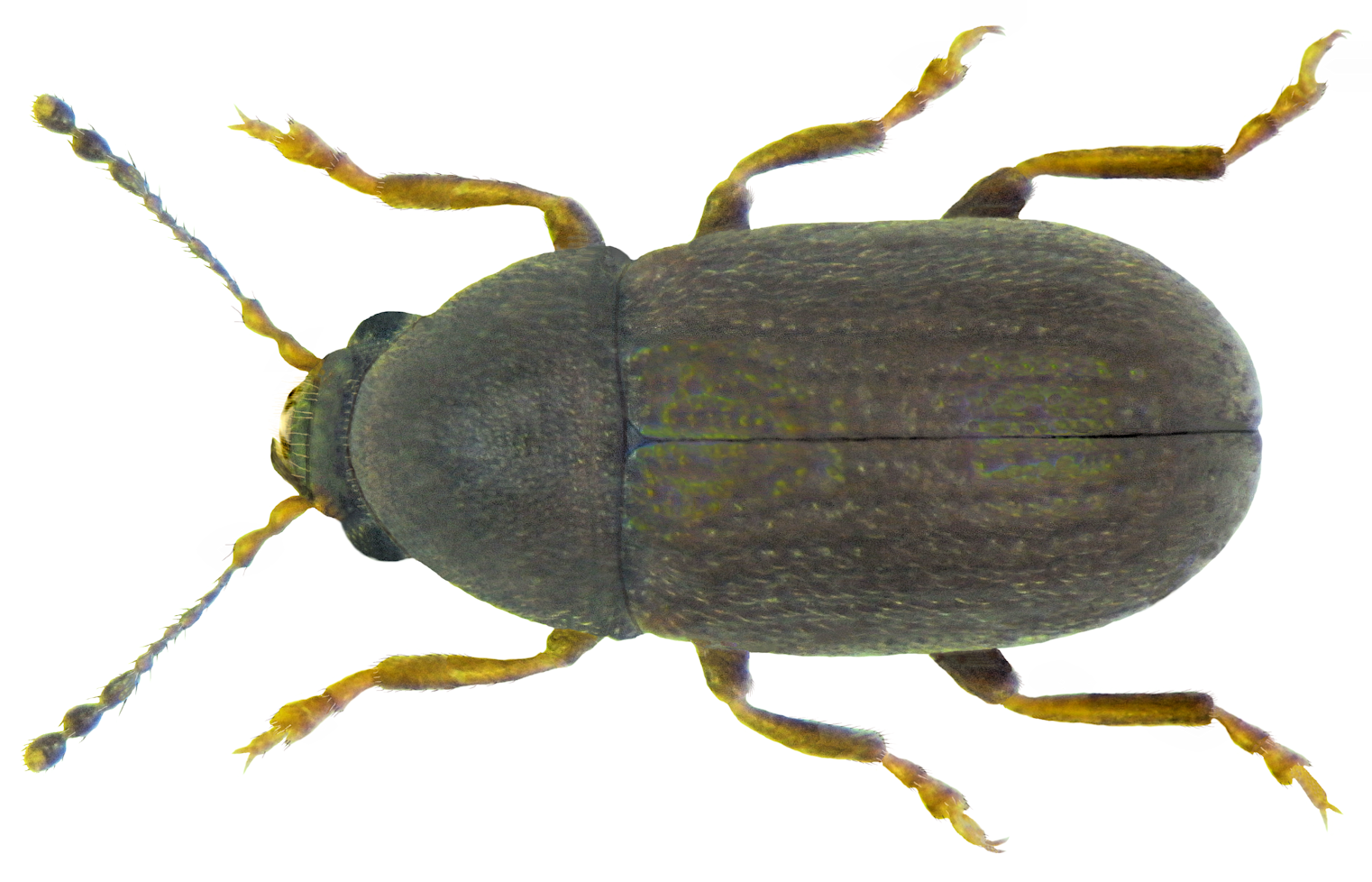
Choragus sheppardi

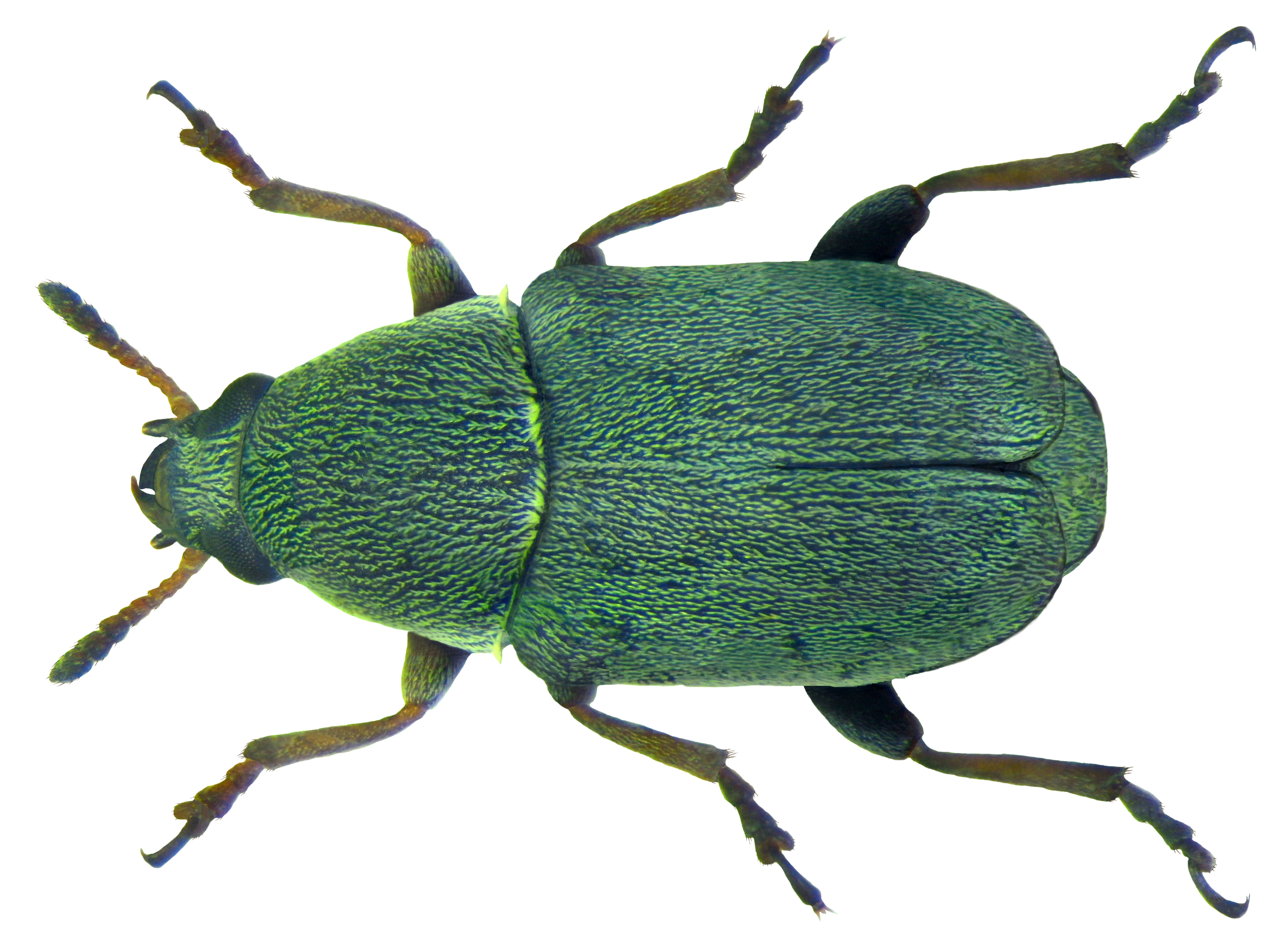
Urodon rufipes

Kobielatkowate (Anthribidae) – rodzina chrząszczy z podrzędu wielożernych i nadrodziny ryjkowców. Obejmuje około 3 tysiące gatunków. Dorosłe charakteryzują: wyraźnie oddzielona warga górna oraz pokrywy odsłaniające przynajmniej część pygidium. Larwy najczęściej żerują na grzybach rozkładających drewno, niektóre są częściowo drapieżne.

## Opis

### Imago
Należą tu chrząszcze od małych do umiarkowanej wielkości, w faunie środkowoeuropejskiej od 1,5 do 16 mm. Ciało jest umiarkowanie wydłużone do owalnego, w różnym stopniu wypukłe, krępe czy walcowate. Głowa w różnym stopniu wydłużona w mniej lub więcej spłaszczony ryjek (rostrum). Jako jedne z niewielu ryjkowców mają wargę górną wyraźnie oddzieloną od nadustkowej części ryjka szwem. Wcięcie gardzielowe tak szerokie, że obejmuje całą dolną stronę ryjka. Czułki proste, zwykle zakończone trójczłonową buławką. Silne żuwaczki są mniej lub więcej sierpowate. Przedplecze ma kształt dzwonowaty lub stożkowaty. Pokrywy podługowate do szerokich, nigdy nie zakrywające całego pygidium, najczęściej o bokach równoległych. Przednie i środkowe biodra kuliste, tylne zaś owalne. Panewki przednich bioder zamknięte. Niektóre gatunki mają tylne uda nieco pogrubione, co umożliwia im wykonywanie krótkich skoków.

### Poczwarka
Poczwarki odznaczają się wydłużonym, z przodu szeroko i równo ściętym ryjkiem. Czułki wyrastają pod kątem prostym do ryjka. Szczecinki są zwykle delikatne.

### Larwa
Larwy są beznogie lub mają jedno- bądź dwuczłonowe odnóża tułowiowe. Ich ciało jest zwykle C-kształtnie wygięte, żółtawe z ciemniejszą głową. Warga górna zaokrąglona na przedniej krawędzi. Czułki jednoczłonowe, drobne, stożkowate albo jeszcze silniej zredukowane. Szew ciemieniowy rozwidlony z przodu. W podgębiu występuje zwykle środkowa sklerotyzacja, przyczepiona brzusznie do przełyku i biorąca wraz z silnymi żuwaczkami udział w miażdżeniu pokarmu. Jeżeli tej sklerotyzacji brak, to wówczas przedżołądek jest od wewnątrz uzbrojony. Odwłok dziesięciosegmentowy, ale ostatni segment zredukowany tak, że widocznych jest tylko dziewięć.

## Biologia i ekologia
Większość gatunków jest mycetoksylofagiczna, tj. odżywia się grzybami rozkładającymi drewno. Larwy zwykle rozwijają się w więdnących lub gnijących częściach roślin. Niektóre gatunki przechodzą rozwój wewnątrz nasion. Część gatunków żeruje na mszycach lub czerwcach.

## Rozprzestrzenienie
Rodzina kosmopolityczna. W Polsce występują 22 gatunki (zobacz też: kobielatkowate Polski).

## Systematyka
Należy tu około 3 tysięcy opisanych gatunków, zgrupowanych w 3 podrodzinach:
- Anthribinae Billberg, 1820
- Choraginae Kirby, 1819
- Urodontinae Thomson, 1859